# 宽叶匐枝蓼
宽叶匐枝蓼（学名：Polygonum emodi var. dependens）为蓼科蓼属下的一个变种。

## 扩展阅读
- 維基物種上的相關：宽叶匐枝蓼